# Dorothy Olsen

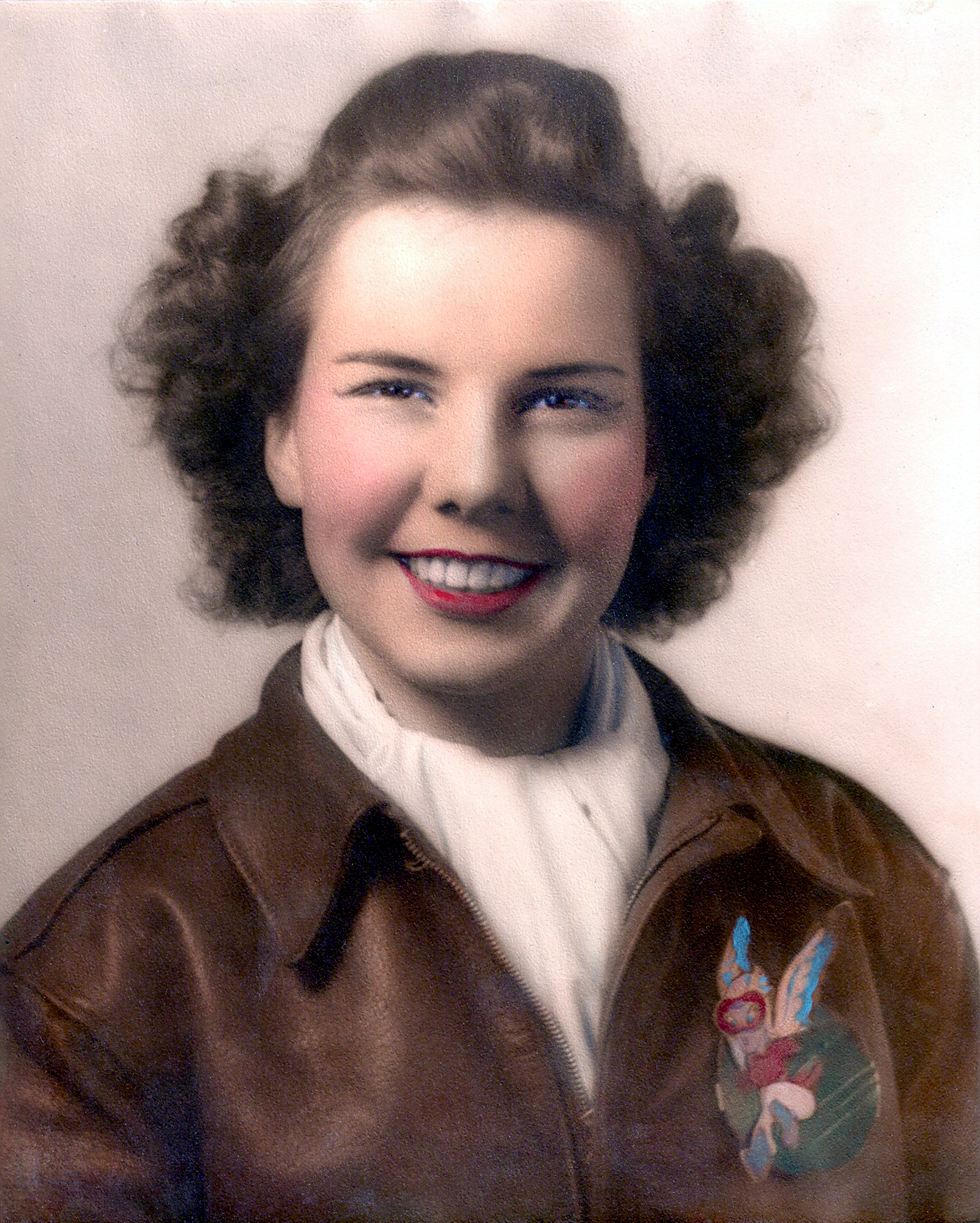
Dorothy Kocher, um 1943

Dorothy Eleanor Olsen, geb. Kocher (geboren am 10. Juli 1916 in Woodburn, Oregon; gestorben am 23. Juli 2019 in University Place, Washington) war eine US-amerikanische Pilotin und während des Zweiten Weltkriegs Mitglied der Women Airforce Service Pilots (WASP).

## Frühes Leben
Dorothy Kocher wuchs auf der kleinen Farm ihrer Eltern Ralph und Frances (geb. Zimmering) Kocher in Woodburn im amerikanischen Bundesstaat Oregon auf. Schon als junges Mädchen war sie von der Fliegerei fasziniert. Dazu trug auch ihre Lektüre von Floyd Gibbons The Red Knight of Germany bei, einer 1927 erschienenen Biographie des deutschen Jagdfliegers Manfred von Richthofen. Ein Flug als Fluggast in einem Doppeldecker während der Oregon State Fair in Salem hatte sie angeblich ihre gesamten Ersparnisse gekostet und sie musste einen Teil bei der Hopfenernte verdienen. Dennoch entschied sie sich nach diesem Erlebnis endgültig für die Fliegerei.
Nach dem Abschluss der Highschool gab Olsen den Töchtern des Schulrektors Tanzstunden und eröffnete eine Tanzschule, die sie nur kurzzeitig betrieb. 1939 erwarb sie ihre Fluglizenz als eine von nur drei Privatpilotinnen in der Gegend um Portland. Olsen flog als einzige Frau unter 19 Männern im Woodburn Flying Club und als Mitglied der Civil Air Patrol in Portland und The Dalles.

## Women Airforce Service Pilots (WASP)

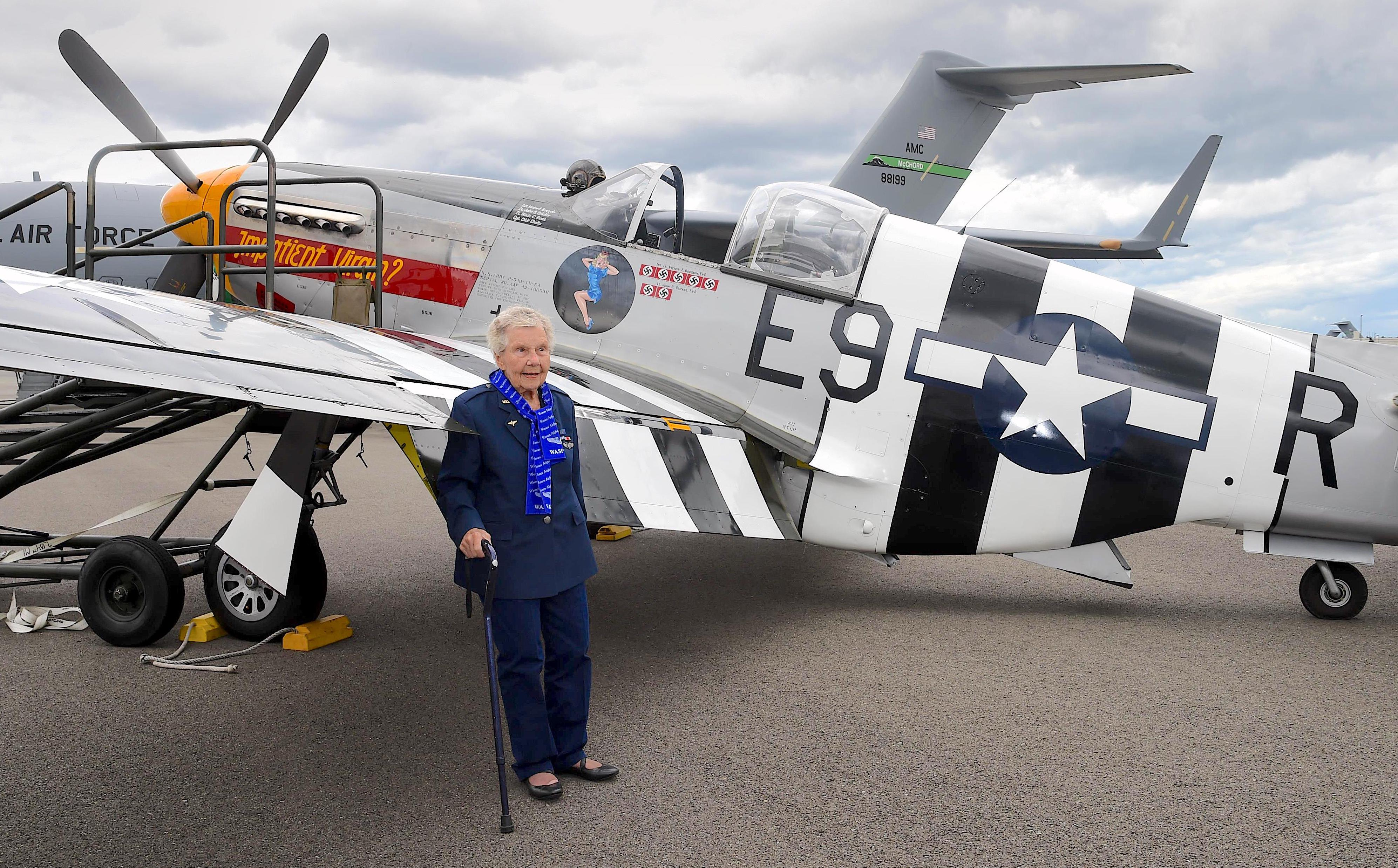
Dorothy Olsen vor einer North American P-51 Mustang auf einer Flugschau (2016)

Im September 1942 wurde die Women’s Auxiliary Ferrying Squadron (WAFS) unter der Leitung der Testpilotin Nancy Harkness Love gegründet. Aufgabe der Abteilung war die Überführung von Militärflugzeugen vom Hersteller zu einem Stützpunkt der United States Army Air Forces. Die Pilotinnen kamen aus der zivilen Luftfahrt und hatten im Durchschnitt mehr als 1100 Flugstunden absolviert, so dass sie ohne umfangreiche weitere Flugausbildung auf den Militärmaschinen fliegen konnten. Im selben Monat wurde die prominente Pilotin Jacqueline Cochran zur Leiterin des ebenfalls neu gegründeten Women’s Flying Training Detachment (WFTD) ernannt. Diese Einrichtung hatte das Training von Frauen mit weniger Flugerfahrung zur Aufgabe und folgte einem ähnlichen Lehrplan wie die Kadettenausbildung der U. S. Army Air Forces. Bereits 1943 fusionierten WAFS und WFTD zu den Women Airforce Service Pilots (WASP). Die Pilotinnen waren Zivilangestellte und leisteten keine Kampfeinsätze, erfüllten aber zahlreiche andere kriegswichtige Aufgaben: Flugausbildung, Flugzeugschlepp, Trainings-Luftziele, Testflüge und Überführungsflüge.
Von mehr als 25.000 Bewerberinnen für die Women Airforce Service Pilots wurden nicht einmal 1900 angenommen, und nur 1074 schlossen die Ausbildung erfolgreich ab. Die Kosten für die Anreise zu den Trainingscamps, die Unterkunft und die Uniformen mussten die Anwärterinnen selbst tragen. Olsen begann ihr Training im Februar 1943 auf dem Houston Municipal Airport (seit 1967 William P. Hobby Airport). Das Training begann auf einer Fairchild PT-19 und wurde auf Vultee BT-13 und North American T-6 fortgesetzt. Zuletzt wurde die zweimotorige Beechcraft Model 18 geflogen. Nach dem Ende ihrer Ausbildung am 7. August 1943 wurde sie der Sixth Ferrying Group in Long Beach, Kalifornien zugeteilt. Olsen flog 61 Einsätze für das United States Army Air Corps, überwiegend Überführungsflüge neuer Maschinen wie der North American P-51 Mustang, der Bell P-63 Kingcobra und der zweimotorigen Lockheed P-38 Lightning. Sie flog mehr als 20 Flugzeugtypen und war eine von nur zwölf Frauen mit einer Nachtflugerlaubnis.
Die Women Airforce Service Pilots wurden während des Zweiten Weltkriegs und lange Zeit danach nicht als Militärangehörige betrachtet. Im Jahrbuch ihrer Einheit wurde Olsen als zivile Pilotin aufgeführt. Bei der Einstellung des Programms im Jahr 1944 wurden die Pilotinnen auf ihrem Stützpunkt entlassen, ohne dass ihnen die Kosten für die Heimreise erstattet wurden. Erst mit dem G.I. Bill Improvement Act of 1977 wurden den WASPs und anderen zuvor als Zivilisten betrachtete Kriegsteilnehmern rückwirkend der Veteranenstatus zugestanden.
Olsen favorisierte die schwierig zu fliegende P-51 Mustang gegenüber anderen Flugzeugtypen, die sie, wie die Lockheed P-38, als ein „Flugzeug für alte Frauen“ betrachtete, das „jeder fliegen“ könne. Sie soll von ihren Vorgesetzten gerügt worden sein, weil sie zum Spaß Farmer auf ihren Traktoren und Passagiere an Bahnhöfen mit nahen Vorbeiflügen erschreckt hatte.

## Nach dem Krieg

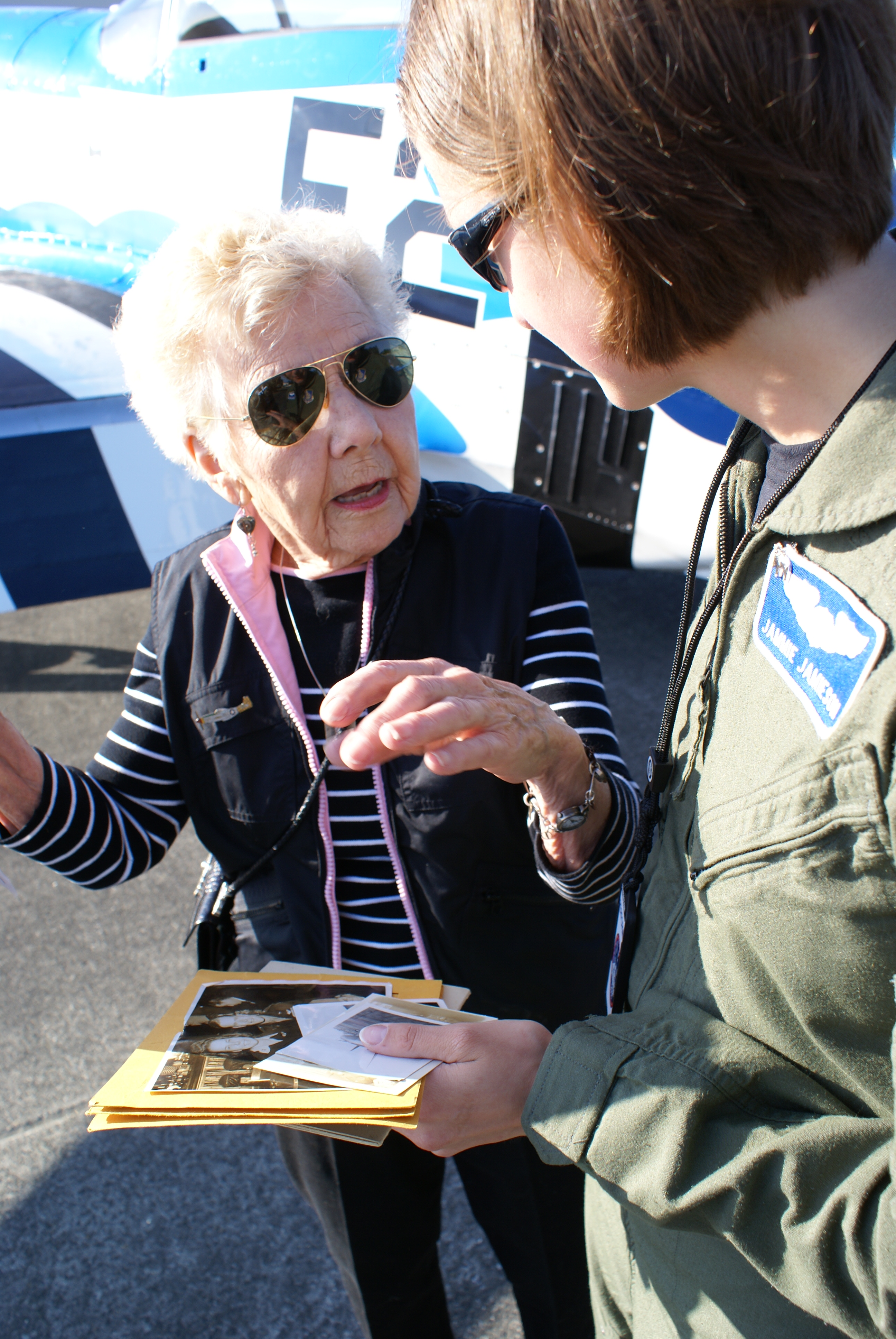
Dorothy Olsen mit Captain Jammie Jamieson, der ersten Kampfpilotin einer Lockheed Martin F-22 auf der McChord Air Force Base (2008)

Olsen gab nach dem Zweiten Weltkrieg die berufliche Fliegerei auf. Sie zog nach University Place im Bundesstaat Washington und gründete mit dem Polizeibeamten Harold W. Olsen eine Familie. Nach der Geburt eines Sohnes und einer Tochter flog sie überhaupt nicht mehr und nach der Kindererziehung betrieb sie Antiquitätengeschäfte.
Erst 2009 wurden die Women Airforce Service Pilots kollektiv mit der Congressional Gold Medal ausgezeichnet. Olsen wurde 2015 an ihrem 99. Geburtstag auf dem King County International Airport in Seattle mit einem Überflug historischer Flugzeuge geehrt. Ihren 100. Geburtstag feierte sie mit mehreren überlebenden WASPs auf der Joint Base Lewis–McChord.
Olsen verstarb am 23. Juli 2019 im Alter von 103 Jahren in ihrem Haus in University Place, Washington. Sie war eine der 38 letzten überlebenden WASPs und erhielt ein Begräbnis mit militärischen Ehren.